# Alma Strettell
Alma Gertrude Vansittart Harrison, née Strettell en 1853 et morte en 1939, est une traductrice et poète britannique connue pour ses traductions de chansons folkloriques, de contes populaires et de poèmes.

## Biographie

### Jeunesse et famille

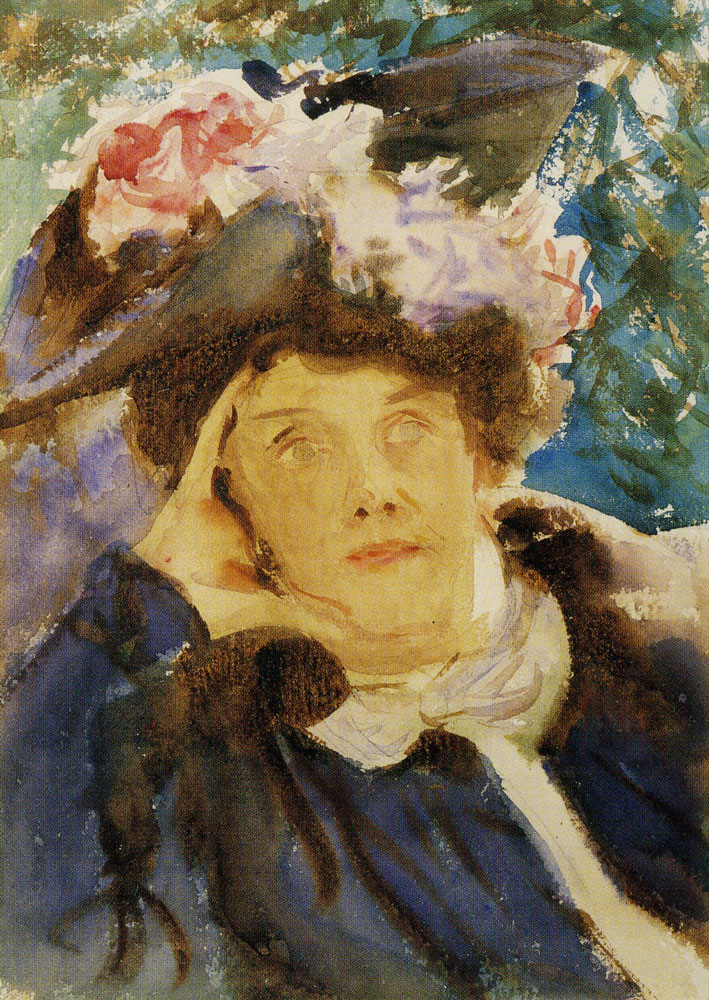
Mme Peter Harrison (Alma Strettell), 1905 par Sargent.

Alma Gertrude Vansittart Strettell est née en 1853 à Gênes, en Italie. Elle est la fille de Laura Vansittart (née Neale) et du révérend Alfred Baker Strettell, aumônier consulaire britannique à Gênes, puis recteur de l'église Saint-Martin de Cantorbéry,. Elle grandit en Italie et ne déménage en Grande-Bretagne qu'en 1873 après que sa sœur aînée, Alice Comyns Carr, se marie et s'y installe, devenant plus tard une créatrice de costumes et un leader du mouvement artistique vestimentaire.
En 1890, elle épouse Lawrence Alexander « Peter » Harrison (1866-1937), un peintre anglais, et continue à publier sous son nom de jeune fille. Ils ont trois enfants.

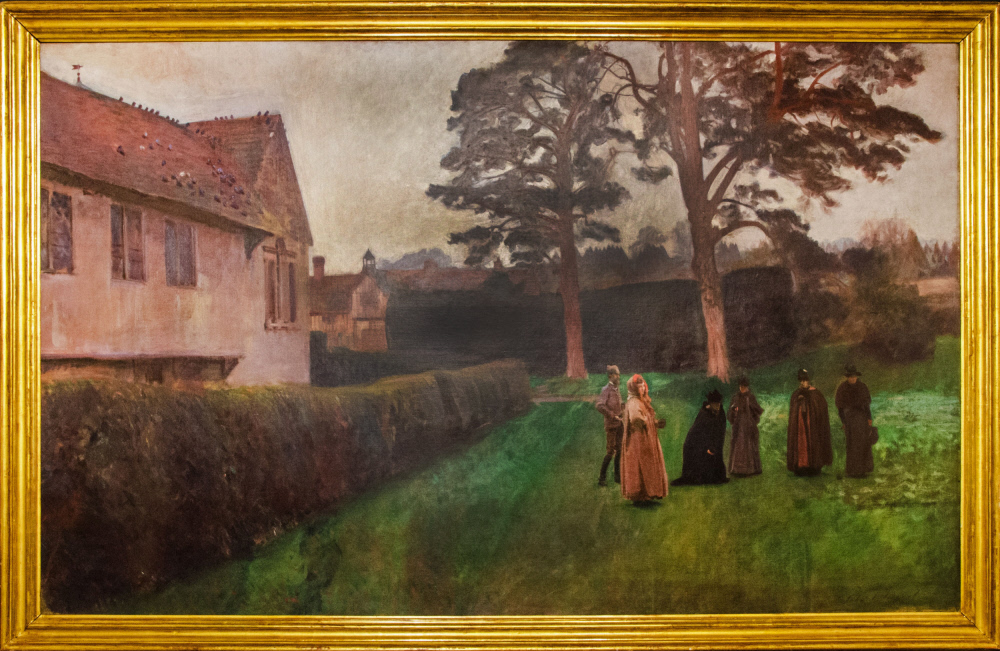
Sargent - Une partie de pétanque, 1889.

### Carrière littéraire
Alma Strettell se forge une réputation de traductrice en réalisant une quarantaine de traductions pour le volume de 1889 Selections from the Greek Anthology. Elle est l'une des cinq traductrices nommées sur la page de titre. Au cours des décennies suivantes de sa carrière, les critiques la félicitent pour son talent à paraphraser les langues étrangères et pour sa capacité à faire sonner ses traductions comme si elles étaient initialement écrites en anglais. 
Deux ans plus tard, elle collabore avec Elisabeth de Wied, reine consort de Roumanie, qui publie sous le pseudonyme de Carmen Sylva. Ensemble, elles traduisent en anglais les chansons folkloriques roumaines de l'écrivaine franco-roumaine Elena Văcărescu sous le titre The Bard of the Dimbovitza. Le livre s'est avéré populaire et a fait l'objet de plusieurs réimpressions au cours de la décennie suivante, avec des sélections mises en musique par des compositeurs tels que Charles Griffes, Arnold Bax et Arthur Foote. Plus tard (1896), ils collaborent à un deuxième volume de traductions, cette fois des contes populaires.
En 1894, elle publie Lullabies of Many Lands, qui comprend des traductions de l'allemand, du norvégien et du roumain.
En 1897, elle publie un livre de traductions de chansons folkloriques espagnoles et italiennes. Il est illustré par Edwin Austin Abbey et John Singer Sargent,. Sargent, un ami proche, peint le portrait de Strettell à deux reprises, une fois vers 1889 et de nouveau en 1905, et l'inclut dans plusieurs études de groupe. Elle fait partie d'un groupe de personnages dans sa peinture de 1889 A Game of Bowls, Ightham Mote, Kent ,.
En 1899, elle publie Poems of Émile Verhaeren, avec une version augmentée en 1915 qui constitue la principale traduction anglaise de l'œuvre de Verhaeren pour le reste du siècle. Un autre poète qu'elle traduit est Frédéric Mistral ; ses versions sont publiées en tandem avec la traduction anglaise de 1907 de ses mémoires éditée par Constance Maud. Parmi les autres poètes qu'elle traduit figurent Paul Verlaine et Charles Baudelaire.
Elle a également publié une partie de ses propres poésies dans The Yellow Book et The Fortnightly Review.

## Publications
Traductions
- Spanish and Italian Folk-Songs (1887) [5]
- Selections from the Greek Anthology (1889, édité par Rosamund Marriott Watson ; quelque 40 traductions)
- The Bard of the Dimbovitza (Vol 1 1891, Vol 2 1894), (traduction avec Carmen Sylva des Lieder aus dem Dimbovitzathal d'Elena Văcărescu (Bonn, 1889), recueil de chansons folkloriques roumaines, etc.) [7]
- Lullabies of Many Lands (1894, 1896)
- Legends from River & Mountain (1896, avec Carmen Sylva)
- Poems of Émile Verhaeren (1899)
- The Metamorphosis (1922). Londres
- Memoirs of Mistral (1907, édité par Constance Maud, avec traductions du provençal)
- The Wreckers (1909, avec Ethel Smyth )

Articles
- A Little Western Town (1881, Macmillan's Magazine )
- An Indian Festival (1882, Macmillan's Magazine )